# Szent Campion Ödön
Szent Campion Ödön, S.J., (1540. január 24. – 1581. december 1.) angol római katolikus jezsuita pap volt, aki mártírként halt meg. Mialatt titkos szolgálatot végzett a hivatalosan anglikán Angliában, Campiont elfogta egy papokat kereső fejvadász, kém. Felségárulás bűntette miatt felakasztották és felnégyelték Tyburn városában. Campion Ödönt 1886-ban boldoggá avatta XII. Leó pápa, majd 1970-ben VI. Pál pápa által szerezte meg a szent titulust, Anglia és Wales negyven mártírjával együtt. Ünnepnapja december 1-jén van.

## Fiatalkora és tanulmányai
1540. január 24-én született Londonban, VIII. Henrik angol király uralkodása idején. VIII. Henrik Anglia egyházát elszakította a pápától és az anyaszentegyháztól. Édesapja könyvárus volt a Paternoster soron, közel a Szent Pál katedrálishoz. Ödönt a kereskedőcéh támogatta abban, hogy tanulhasson. Kezdeti tanulmányai a Krisztus Kórháza nevezetű iskolában végezte. 13 évesen, amikor Mária királynő meglátogatta a várost 1553 augusztusában, tanárai büszkeségére, ő mondhatta a köszöntőbeszédet. 1557-ben lett tagja a Szent János Főiskolának Oxfordban,  1560-ban esküt tett az egyházfő személyére, feltehetően alapfokú diplomájának megszerzése miatt. Mesterdiplomát szerzett Oxfordban 1564-ben.
Két évvel később Campion Erzsébet királynőt üdvözölte az egyetemen, és megnyerte a királynő tiszteletét. Kiválasztották, hogy egy nyilvános vitát vezessen a királynő előtt. Mire a királynő elhagyta Oxfordot, Campion megszerezte William Cecil és Leicester grófjának pártfogását is, akit a fiatal királynő jövendőbeli férjének gondoltak némelyek.
Amikor Sir Thomas White, a főiskola alapítója 1567-ben meghalt, a latin szónoklattan Campion feladata lett.

## Az anglikán közösség elutasítása
Feladatköre azt hozta magával, hogy humanista érdeklődése Vergiliusról és Homéroszról áttevődött az előző idők lelki és egyházi irodalmára. Mindenekelőtt nagy egyházatyákkal foglalkozott. E tanulmányai során egyre jobban tudatosult benne, hogy az anglikán vallás mennyire eltér az áthagyományozott hittől, és hogy Erzsébet államegyháza milyen kevéssé felel meg a régi Egyháznak. Vallási nehézségek kezdődtek. Ennek ellenére Richard Cheyney, Gloucester püspökének győzködésére, katolikus dogmákat tartva, diakónusként felvette az egyházi rendet 1564-ben az anglikán egyházban. Súlyos lelkiismereti válságba került. „Belül lelkiismeretében bűntudatot és utálatot érzett.” Pletykák kezdtek terjedni álláspontjáról. A kereskedők céhe megbotránkozott azon, hogy védence „pápista hajlandóságot” mutat, és megvonta tőle a támogatását. 1569-ben Írországba ment tanulmányokat és kutatásokat folytatni. Ezelőtt egy barátja szerette volna rábeszélni, hogy menjen el Doui-ba, ahol szemináriumot alapítottak Angliából emigrált teológiai hallgatók számára. Campion más utat választott.

### Írország (1569–1571)
Campiont Írországban kijelölték Richard Stanihurst mentorának, aki egy ír parlamenti szónok fia volt és részt vett az Alsóház első gyűlésén, amely az elnapolást magában foglalta. Stanihurst segítségével Christopher Barnewall turvey-i házába költözött, amit úgy ír le, hogy megmentette őt attól, hogy a dublini protestáns párt elfogja és megkínozza. Körülbelül három hónapig kerülte üldözőit azzal, hogy Mr. Patricknak hívta magát, és azzal, hogy megírta a De Juvence academico című könyvet, amely egyetemi hallgatókról szólt, és Írország történetét, amely még Dublinban sem talált nagy visszhangra.

### Douai (1571–1573)
1571-ben Campion titokban elhagyta Írországot. Álruhában visszatért Angliába, végignézte Boldog Storey János perét és kivégzését, majd Douaiba szökött az alsó országrészre (most Franciaország), ahol újra csatlakozott a római katolikus egyházhoz és magához vette az Eucharisztiát, amelyet 12 évig megtagadott magától. Belépett a római Angol Kollégiumba, amelyet William Allen alapított. A főiskolai tandíj nagysága miatt Pápai segélyt biztosítottak számára kis idővel megérkezése után. Campion újra csatlakozott oxfordi katolikus barátaihoz. Itt retorikát kellett tanítania, és itt szerezte meg teológiai diplomáját, amelyet a douai angol szeminárium biztosított neki 1573. január 21-én. Ezután megkapta a kisebb rendeket, és szubdiakónussá avatták.

### Róma, Brno és Prága (1573–1580)
Campion ezután egyedül elgyalogolt Rómába zarándoknak álcázva magát, hogy csatlakozhasson a jezsuitákhoz. 1573 áprilisában Rómában az első Marcurelius által felvett novíciusává vált a Jézus Társaságnak, aki rend negyedik superior generálisa volt. Az osztrák tartományba rendelték, mert nem volt még angol rendtartomány a jezsuitáknál. Brnóban kezdte el kétéves noviciátusát. Anthony Brus, Prága püspöke szentelte diakónussá és pappá, első Miséjét 1578. szeptember 8-án mondta. Campion hat éven keresztül tanított a prágai jezsuita főiskolán, mint retorika és filozófia professzor.

### Küldetés Angliába (1580–1581)
1580-ban az angol jezsuita küldetés elkezdődött. A küldetés alatt szigorúan tiltva volt, Campion kérkedése szerint, „hogy foglalkozzanak a királyság állami és politikai ügyeivel...” Campion Robert Persons atyával együtt utazott, akinek feladata feletteseként az volt, hogy ellensúlyozza szenvedélyét és féktelenségét. Campiont meglepetésként érte, hogy kiválasztották a küldetésben való részvételre, és kifejezte félelmét, amelyet alapvető bátorságának hiánya miatt érzett. Prágából való elutazása előtti estén egy rendtársa a cellája ajtajára írta: P. Edmundus Campianus vértanú. A küldetés embereit utasították, hogy kerüljék el a fiúk és nők társaságát és kerüljék azt, hogy hagyatékvadász benyomását tegyék. Elindulás előtt a küldetés tagjait kínosan érte a hír miszerint az ír tartományban pápai erők egy ír lázadó, James Fitzmaurice Fitzgerald, támogatására érkeztek. Megtudták még, hogy egy levél, amely részletezi kilétüket és küldetésüket, elfogásra került, és hogy már várták őket Angliában.

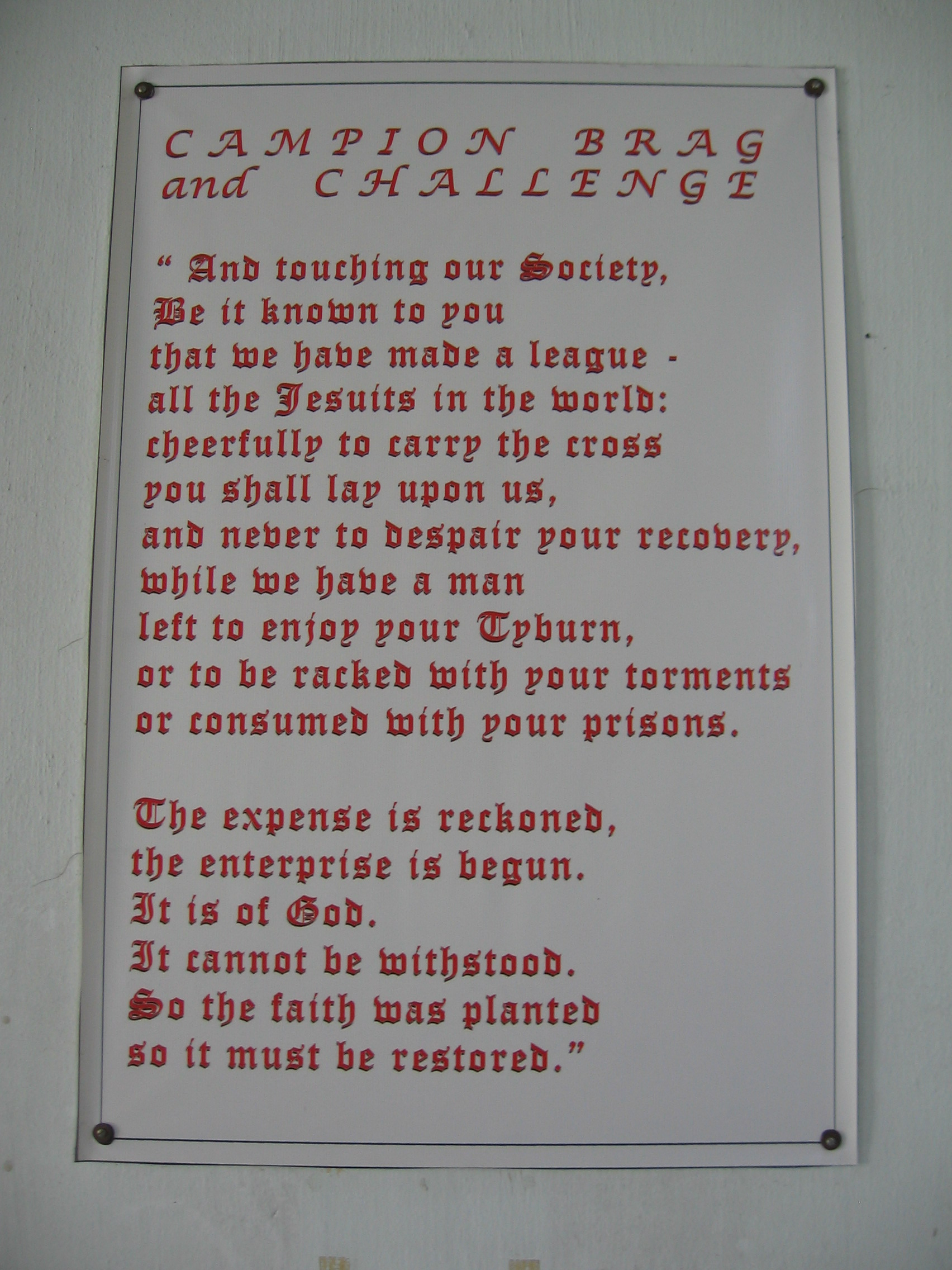
Campion kérkedésének egy része

Campion végül belépett Angliába egy ékszerárus álcája alatt. Londonba 1580. június 24-én érkezett és egyből elkezdett beszélni. Jelenléte hamarosan ismert lett a hatóságok számára és társai számára is a börtönökben. Az utóbbiak közül Thomas Prounde Marshalsea börtönében, ahol gyűlést tartották, hogy tanácskozzanak arról, miként lehet azok ellen a pletykák ellen tenni, amelyet a Titkos Tanács terjeszt, hogy Campion küldetését politikainak és felségárulónak nyilvánítsa. Pounde utána lovagolt Campionnak és elmagyarázta a szükségét annak, hogy rövid nyilatkozatot tegyen érkezésének valódi okairól. Campion az angol koronatanács tagjaihoz intézett írásában helyesen tárta fel az ügyet: „Mi, jezsuiták azért alkottuk a Társaságot, hogy örömmel hordozzuk a keresztet, amelyet ti a vállunkra helyeztek. Bízunk a megtérésetekben, amíg csak egyikünk is életben van, hogy részesüljön Tyburnötökben (Tyburn volt London vesztőhelye). A költségeket számba vettük, a munka megkezdődött; Istené az, és nem lehet abbahagyni. Így plántálódott el a hit, így kell helyreállítani is.”A nyilatkozat terjesztése, amely Kihívás a Titkos Tanács felé vagy Campion kérkedése néven ismert, helyzetét még nehezebbé tette. Üldözött életet folytatott, kiszolgáltatta a szentségeket és katolikusoknak prédikált Berkshire-ben, Oxfordshire-ben, Northamptonshire-benn és Lancashire-ben.
Ez idő alatt írta a Decem Rationes ("Tíz érv") című művét, amely érveket vonultat fel az anglikán egyház érvényessége ellen. Ezt a latin nyelvű röpiratot egy titkos nyomdában nyomtatták ki Stonor Parkban, és 400 példányt találtak meg belőle reggel az oxfordi Szent Mária templom padjain. 1581. június 27-én. Nagy botrányt okozott és a Campion utána vadászat fokozódott. Norfolkba tartó útja során megállt Lyford Grange-ben egy bizonyos Francis Yate házában, majd Berkshire-ben, ahol 14-én prédikált és unszolásra még a következő napon is. Itt fogta el egy George Eliot nevű kém és megkötözve Londonba szállították. „Most bizonyára haragszik rám.” – vélte Eliot. „Nem megbocsájtok Önnek” – válaszolta Campion – „bizonyságul iszom az egészségére. Ha megbánja még fel is oldozom, előbb azonban derekas elégtételt rovok ki Önre.” Kalapjára feliratot tettek: „Campion, a lázadó jezsuita.”

## Bebörtönzése, megkínzása és vitái
Négy napra bebörtönözték a Towerbe egy cellába, amelyet "kis kellemetlenségnek" neveztek, ezután Campiont kihallgatták a titkos tanácstagok olyan ügyekben, minthogy elfogadja-e a Erzsébet királynőt Anglia igazi királynőjének. Azt válaszolta, hogy elfogadja, s ekkora szabadságot, vagyont és tisztséget ajánlottak neki, köztük a lehetőséget, hogy egyszer Canterbury érseke legyen. Ezeket nem fogadhatta el jó lelkiismerettel.
Campion több mint négy hónapon keresztül raboskodott a londoni Towerben kínpadra vonták kétszer vagy háromszor. Campion a sok kínzás következtében nem volt már képes arra, hogy felemelje a kezét; a szomszédjának kellett magasba tartania. E gyengesége ellenére Campion mégis védekezett, és védte vádlott társait is okosan és talpraesetten. Hamis híreket terjesztettek Campion visszalépéséről és gyónásáról. Négy nyilvános vitája volt anglikán ellenfelekkel 1581. szeptember 1-én, 18-án, 23-án és 27-én. Ezeken a vitákon megpróbáltak válaszolni Campion kérkedése és a Decem Rationes kihívásaira. Bár szenvedett a kínzás következtében, s nem engedték meg neki, hogy könyvet vagy időt kérjen a felkészülésre, a jelentések szerint olyan könnyen és készségesen viselkedett, hogy „még a bíróságon a nézők is felmentő ítéletet kerestek számára.”
Azzal terhelték és emeltek ellene és több más ember ellen vádat 1581. november 14-én Westminsterben, hogy összeesküdtek Rómában és Reimsben, hogy lázadást szítsanak a királyságban és letaszítsák a királynőt a trónjáról.

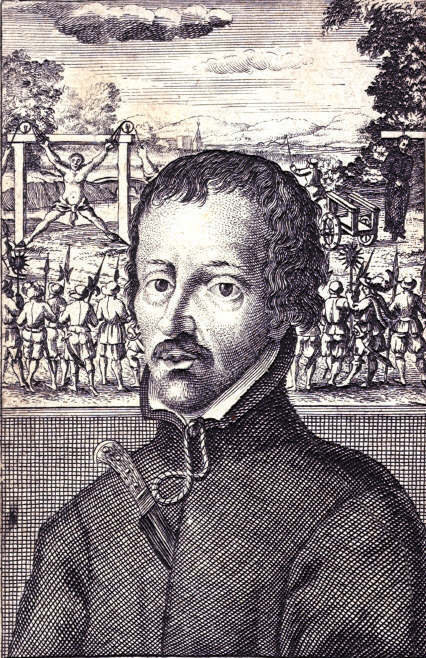
Edmund Campion

## Pere, ítélete és kivégzése
Perét 1581. november 20-án tartották. Miután három órán át hallgatták a perbeszédeket, a bíróság egy órán át tanácskozott az ítélet meghozatala előtt: Campiont és társait bűnösnek találták felségárulás bűntettében. Az ítéletre így válaszolt: „Minket elítélve, önök elítélik összes ősüket, ősi püspökeinket és királyainkat, mindent ami egykoron Angliának, a szentek szigetének és Szent Péter Székének legodaadóbb gyermekének, dicsőségét szolgálta egykoron.”
Sir Christopher Wray bíró felolvasta az ítéletet: „Vissza kell menned a helyre ahonnan jöttél s addig ott kell maradnod, amíg London nyilvánossága előtt létrán el nem vontatnak a kivégzésed helyére. Ott felkötnek, majd élve leengednek, levágják a nemi szerveidet és beleidet kiveszik és beleégetik a szemedbe; ezután levágják a fejedet és felnégyelnek, hogy Őfelsége gondoskodva legyen rólad. És Isten irgalmazzon lelkednek.”
A halálítéletet meghallva, Campion és a többi elítélt a Te Deum szavaiban tört ki. Miután utolsó napjait imádságban töltötte, elhúzták két paptársával, Ralph Sherwinnel és Alexander Brianttel együtt Tyburnbe, ahol felakasztották és felnégyelték 1581. december 1-én. Campion 41 éves volt.

## Tisztelte és ünnepnapja
Campion Ödönt XIII. Leó pápa avatta boldoggá 1886. december 9-én. Boldog Campion Ödönt közel 84 évvel később, 1970-ben avatta szentté VI. Pál pápa mint a negyven angliai és walesi mártír egyikét, akiknek ünnepnapja közösen május 4-én van. Szent Campion Ödön ünnepnapját december 1-én, mártíromságának napján tartják.
Azok a kötelek, amelyekkel kivégezték, üveg mögött megtekinthetőek Lancshire-ben a Stonyhurst College-ben; minden évben a Szent Péter-templom oltárára helyezik a misén, amikor megünneplik Szent Campion Ödön ünnepét – amely egyben iskolaszüneti nap.
Tiszteletére elneveztek egy misekönyvet, melynek címe St. Edmund Campion Missal and Hymnal.

## Fordítás
- Ez a szócikk részben vagy egészben  az   Edmund Campion című angol Wikipédia-szócikk fordításán alapul.  Az eredeti cikk szerkesztőit annak laptörténete sorolja fel. Ez a jelzés csupán a megfogalmazás eredetét és a szerzői jogokat jelzi, nem szolgál a cikkben szereplő információk forrásmegjelöléseként.